# Marquesado de Villamanrique
El marquesado de Villamanrique es un título nobiliario español creado por Felipe II el 4 de febrero de 1575 en favor de Álvaro Manrique de Zúñiga, señor de Villamanrique y virrey de Nueva España.
Su nombre se refiere al actual municipio andaluz de Villamanrique de la Condesa, en la provincia de Sevilla.

## Marqueses de Villamanrique
|                        | Titular                                                     | Periodo                |
| Creación por Felipe II | Creación por Felipe II                                      | Creación por Felipe II |
| ---------------------- | ----------------------------------------------------------- | ---------------------- |
| I                      | Álvaro Manrique de Zúñiga,                                  | 1575-1604              |
| II                     | Francisco de Guzmán y Zúñiga                                | 1604-c. 1612           |
| III                    | Josefa Luisa Manrique de Zúñiga y Guzmán                    | c. 1612-1680           |
| IV                     | Manuel Luis de Guzmán y Manrique de Zúñiga                  | 1680-1692              |
| V                      | Melchor de Guzmán Osorio Dávila Manrique de Zúñiga          | 1692-1710              |
| VI                     | Ana Nicolasa de Guzmán Osorio Dávila y Manrique de Zúñiga   | 1710-c. 1762           |
| VII                    | Ventura Antonio Osorio de Moscoso y Guzmán                  | 1762-1734              |
| VIII                   | Ventura Osorio de Moscoso y Fernández de Córdoba            | 1746-1776              |
| IX                     | Vicente Joaquín Osorio de Moscoso y Guzmán                  | 1776-1816              |
| X                      | Vicente Ferrer Isabel Osorio de Moscoso y Álvarez de Toledo | 1816-1837              |
| XI                     | Vicente Pío Osorio de Moscoso y Ponce de León               | 1837-1864              |
| XII                    | José María Osorio de Moscoso y Carvajal                     | 1865-1881              |
| XIII                   | Mariano Ruiz de Arana y Osorio de Moscoso                   | 1884-1913              |
| XIV                    | María de la Concepción Ruiz de Arana y Baüer                | 1913-1957              |
| XV                     | José María Ruiz de Arana y Baüer                            | 1957-1985              |
| XVI                    | José María Ruiz de Arana y Montalvo                         | 1990-2000              |
| XVII                   | Isabel Alfonsa Ruiz de Arana y Marone                       | 2000-actual titular    |

## Historia de los marqueses de Villamanrique

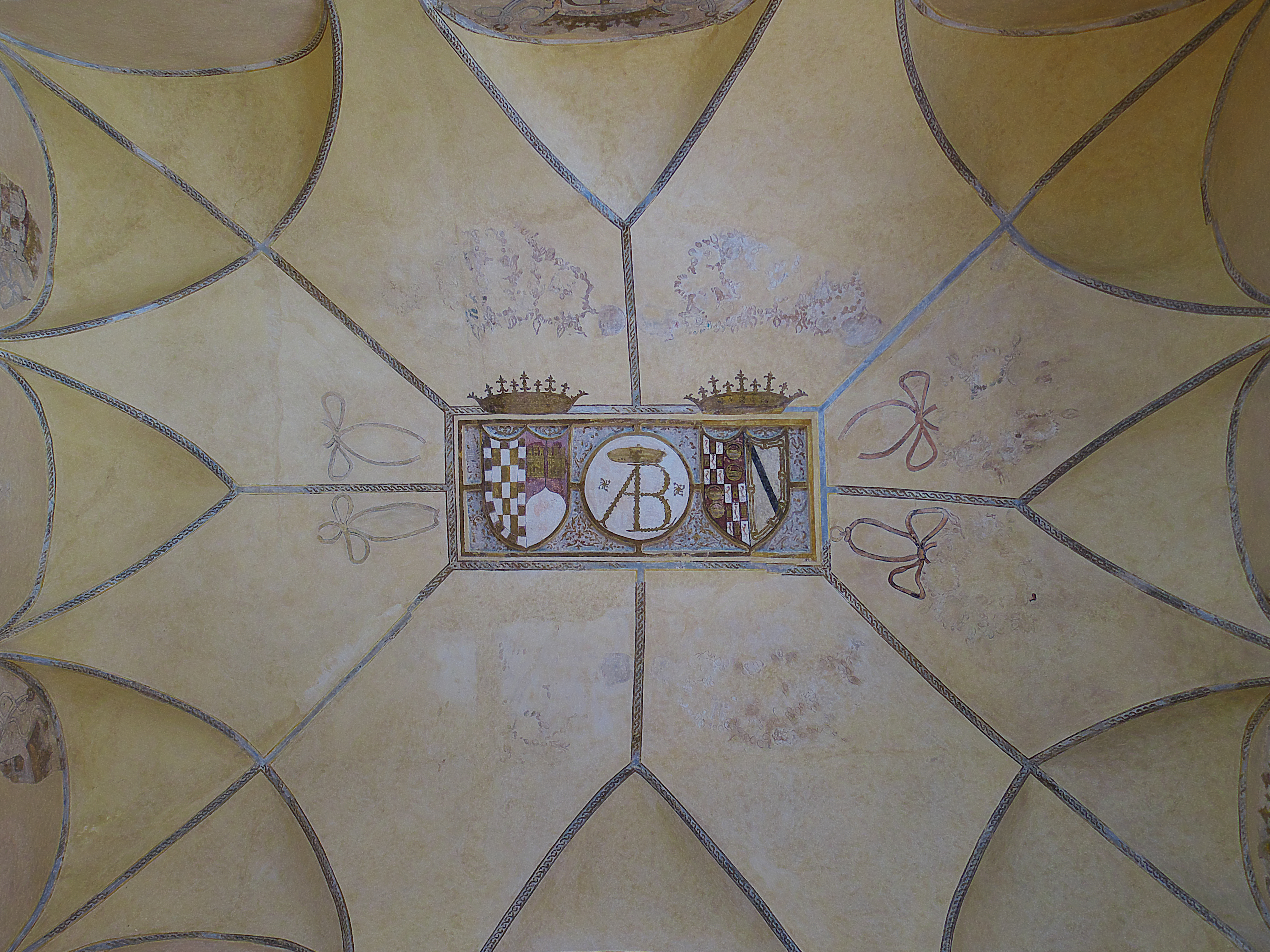
Palacio de Altamira de Sevilla.

- Álvaro Manrique de Zúñiga (Salamanca, 29 de mayo de 1532-Sevilla, 3 de marzo de 1604),[3] I marqués de Villamanrique,[4] I señor de Villamanrique y Ginés, caballero de la Orden de Calatrava,[5] y virrey de Nueva España, hijo de Alonso Francisco de Zúñiga y Sotomayor, V conde de Belalcázar, y de su esposa Teresa de Zúñiga y Manrique de Lara, III duquesa de Béjar.[5]

Casó con Blanca Enríquez de Almansa, hija de Diego López de Zúñiga y Velasco, V conde de Nieva, y de María Enríquez de Almansa.
- Francisco de Guzmán y Zúñiga (c. 1568-c. 1612)[7] II marqués de Villamanrique,[4] alcalde mayor de Sevilla y caballero de la Orden de Santiago.[7]

Casó, en segundas nupcias, con su prima hermana, Beatriz de Zúñiga, que al enviudar, quedó como tutora de la única hija habida en el matrimonio que en esas fechas era de muy corta edad.
- Luisa Josefa Manrique de Zúñiga y Guzmán (c. 1610-14 de enero de 1680),[7] III marquesa de Villamanrique.[4]

Casó con Melchor Pérez de Guzmán y Sandoval (m. 1639), hijo del VIII ducado de Medina Sidonia|duque de Medina Sidonia y comendador del Moral en la Orden de Calatrava.
- Manuel Luis de Guzmán y Manrique de Zúñiga (m. 1692),[8] IV marqués de Villamanrique,[9] VII marqués de Ayamonte y gentilhombre de cámara del rey Carlos II.[8]

Casó el 5 de enero de 1650 con Ana Dávila y Osorio (m. 20 de julio de 1692), XI marquesa de Astorga, V marquesa de Velada, III marquesa de la Villa de San Román, XII condesa de Trastámara, XII condesa de Santa Marta, señora de Turienzo y de Villalobos.
- Melchor de Guzmán Osorio Dávila Manrique de Zúñiga (m. 15 de abril de 1710), V marqués de Villamanrique,[10] XII marqués de Astorga, XIII conde de Trastámara, VI marqués de Velada, IX marqués de Ayamonte, IV marqués de la Villa de San Román, XIII conde de Santa Marta, XIV conde de Nieva, V conde de Saltés, señor de Turienzo y de Villalobos, gobernador de Galicia, caballero de la Orden de Calatrava y comendador de Manzanares en la Orden de Santiago.[11]

Casó en primeras nupcias el 18 de diciembre de 1676 con Antonia Basilia Luisa de la Cerda y en segundas nupcias, el 16 de enero de 1684, con Mariana Ignacia Fernández de Córdoba-Figueroa, hija del marqués de Priego. Le sucedió su hija del segundo matrimonio:
- Ana Nicolasa de Guzmán Osorio Dávila y Manrique de Zúñiga, (1692-1762), VI marquesa de Villamanrique,[10] XIII marquesa de Astorga,[10] VII marquesa de Velada,[10] X marquesa de Ayamonte,[10] V marquesa de la Villa de San Román,[10] XIV condesa de Santa Marta, XV condesa de Nieva,[10] VI condesa de Saltés, IV duquesa de Atrisco[12] y camarera de la reina Isabel de Farnesio.[8]

Casó el 13 de febrero de 1707 con Antonio Gaspar de Moscoso Osorio y Aragón (1689-3 de enero de 1725), VIII marqués de Poza, VIII conde de Altamira, VII marqués de Almazán, XII conde de Monteagudo de Mendoza, VII conde de Lodosa, VII duque de Sanlúcar la Mayor, IV marqués de Leganés, III marqués de Morata de la Vega, IV marqués de Mairena, V conde de Arzarcóllar, V duque de Medina de las Torres, alcalde mayor de los hijosdalgos, gentilhombre de cámara y sumiller de corps de Luis I de España. Le sucedió su hijo en 1762.
- Ventura Osorio de Moscoso y Guzmán Dávila y Aragón (m. 29 de marzo de 1734[10]), VII marqués de Villamanrique,[10] IX marqués de Poza,[10] XIV conde de Trastámara en sucesión de su abuelo materno,[10] IX conde de Altamira,[13] VIII duque de Sanlúcar la Mayor,[17] VI duque de Medina de las Torres,[15] V marqués de Leganés,[10] IV marqués de Morata de la Vega,[10] VIII marqués de Almazán,[10] XIII conde de Monteagudo de Mendoza,[10] VI conde de Arzarcóllar,[10] V marqués de Mairena,[10] VIII conde de Lodosa,[10] V marqués de Monasterio,[10] VIII marqués de Velada,[10] VI marqués de la villa de San Román,[10] XI marqués de Ayamonte,[10] XV conde de Santa Marta,[10] XVI conde de Nieva,[10] VII conde de Saltés[10] y alcalde mayor de los hijosdalgos.

Contrajo matrimonio el 10 de diciembre de 1731 con Buenaventura Fernández de Córdoba y Cardona, XI duquesa de Sessa, que después de enviudar, casó en segundas nupcias, siendo su segunda esposa, con José María Diego Antonio de Guzmán Vélez-Ladrón de Guevara, XIII conde de Oñate y marqués de Montealegre. Le sucedió su hijo en 1746:
- Ventura Antonio Osorio de Moscoso y Fernández de Córdoba (15 de diciembre de 1733- 6 de enero de 1776),[20] VIII marqués de Villamanrique,[19] X marqués de Poza,[19] XIV marqués de Astorga,[10] X conde de Altamira,[13] V duque de Atrisco,[12] XVI conde de Cabra,[21] XII duque de Sessa,[22] IX duque de Sanlúcar la Mayor,[15] VII duque de Medina de las Torres,[23] XVI conde de Santa Marta, etc.

Contrajo matrimonio con su hermanastra, María de la Concepción de Guzmán y de la Cerda. Le sucedió su hijo.
- Vicente Joaquín Osorio de Moscoso y Guzmán (m. 26 de agosto de 1816), IX marqués de Villamanrique,[a]  XI marqués de Poza, XV marqués de Astorga, XVII conde de Cabra,[21] XI conde de Altamira,[13] XIII duque de Sessa,[22] X duque de Sanlúcar la Mayor,[15] VIII duque de Medina de las Torres,[23] VII marqués de Leganés,[19] XXII vizconde de Iznájar, XVII conde de Palamós, XI duque de Baena, XII duque de Soma, XIII conde de Trivento, XIII conde de Avelino, XII conde de Oliveto, XV conde de Monteagudo de Mendoza, XVII conde de Santa Marta, etc.[19]

Casó en primeras nupcias el 3 de abril de 1774 con María Ignacia Álvarez de Toledo y Gonzaga (m. 8 de septiembre de 1795) y en segundas el 11 de diciembre de 1806 con María Magdalena Fernández de Córdoba Ponce de León (m. 26 de julio de 1830), viuda de José Carrillo de Albornoz y Salazar. Le sucedió, en 1816,  el hijo segundogénito del primer matrimonio debido a que el primogénito, Francisco Javier, XVII conde de Trastámara, falleció antes que su padre en 1777.
- Vicente Ferrer Isabel Osorio de Moscoso y Álvarez de Toledo (Madrid, 19 de noviembre de 1777-31 de agosto de 1837), X marqués de Villamanrique, XII marqués de Poza, XVI marqués de Astorga, XVII conde de Cabra,[21] XII conde de Altamira,[13] XIII duque de Sessa,[22] XI duque de Sanlúcar la Mayor,[15] IX duque de Medina de las Torres,[23] XXIII vizconde de Iznájar, XVIII conde de Palamós, XII duque de Baena, VIII marqués de Leganés, XIII duque de Soma, XIV conde de Trivento, XIV conde de Avelino, XIII conde de Oliveto, XVI conde de Monteagudo de Mendoza, XVIII conde de Santa Marta, etc.[25]

Casó en primeras nupcias, el 12 de febrero de 1798, con María del Carmen Ponce de León y Carvajal, VIII marquesa del Águila, V condesa de Garcíez, hija de Antonio María Ponce de León Dávila y Carrillo de Albornoz, III duque de Montemar, VIII marqués de Castromonte, dos veces grande de España, VII marqués del Águila, V conde de Valhermoso, IV conde de Garcíez, y de María del Buen Consejo Carvajal y Gonzaga, hija de Manuel Bernardino de Carvajal y Zúñiga, VI duque de Abrantes, V duque de Linares, etc. Contrajo un segundo matrimonio el 14 de febrero de 1834 con María Manuela de Yanguas y Frías. Le sucedió su hijo del primer matrimonio:
- Vicente Pío Osorio de Moscoso y Ponce de León (Madrid, 11 de julio de 1801-Madrid,22 de febrero de 1864), XI marqués de Villamanrique, XIII marqués de Poza, XIII conde de Altamira,[13] XV duque de Sessa, XIII duque de Baena, XII marqués de Almazán, VII conde de Monteagudo de Mendoza, IX marqués de Leganés, VIII marqués de Morata de la Vega, X duque de Medina de las Torres, XIX conde de Trastámara, XII duque de Sanlúcar la Mayor, XIX conde de Santa Marta, etc.[25] Ostentó 109 títulos nobiliarios y fue catorce veces grande de España.[24]

Casó el 30 de abril de 1821, en Madrid, con María Luisa de Carvajal-Vargas y Queralt.  Le sucedió hijo:Le sucedió su hijo:
- José María Osorio de Moscoso y Carvajal (12 de abril de 1828, Madrid-Córdoba, 4 de noviembre de 1881), XII marqués de Villamanrique, XVI marqués de Ayamonte,[29][c] XVIII duque de Maqueda,[31] XVI duque de Sessa,[22], XVIII marqués de Astorga,[32] XIV conde de Altamira,[13] XX conde de Cabra,[21] VI duque de Montemar,[33]  XIII marqués del Águila,[33] IX de Morata de la Vega, XII marqués de la Villa de San Román,[33] XX conde de Trastámara,[33] XXVI barón de Bellpuig,[33] XVII barón de Liñola,[33] caballero de la Orden del Toisón de Oro, caballero de la Orden de Alcántara (30 de marzo de 1844),[33] caballero de la Orden de San Juan y maestrante de Zaragoza.[33]

Casó el 10 de febrero de 1847, en el Palacio Real de Madrid, con Luisa Teresa de Borbón, infanta de España. Fueron padres de: Francisco de Asís (1847-1926), XIX duque de Maqueda, XVII duque de Sessa, XV conde de Altamira, conde de Trastámara, etc., casado con María del Pilar Jordán de Urríes y Ruiz de Arana;  Luis María; y María Cristina Osorio de Moscoso y Borbón, duquesa de Atrisco, X marquesa de Leganés, IX marquesa de Morata de la Vega.
- Mariano Ruiz de Arana y Osorio de Moscoso (1861-9 de enero de 1953), XIII marqués de Villamanrique desde el 10 de octubre de 1884 cuando se expidió el real despacho.[34] XV duque de Baena,[35] XI conde de Sevilla la Nueva, III vizconde de Mamblas[36] y senador vitalicio.[37]

Casó el 2 de febrero de 1891 con María Concepción Paulina Baüer y Morpurgo. En 1913 le sucedió su hija a quien cedió el título:
- María de la Concepción Ruiz de Arana y Baüer (n. Madrid, 20 de noviembre de 1891) XIV marquesa de Villamanrique.[39][36] Sin descendencia, le sucedió su hermano:

- José María Ruiz de Arana y Baüer (m. Biarritz, 27 de diciembre de 1985), XV marqués de Villamanrique,[36] XVI duque de Baena,[35] XII conde de Sevilla la Nueva, XVI duque de Sanlúcar la Mayor y IV vizconde de Mamblas.[40] Le sucedió su sobrino,[35] hijo de José Francisco Javier Ruiz de Arana y Fontagud, XII marqués de Castromonte y IV marqués de Brenes, y de su esposa María del Carmen Montalvo y Orovio.[41]

- José María Ruiz de Arana y Montalvo (Madrid, 27 de abril de 1933-Madrid, 30 de abril de 2004), XVI marqués de Villamanrique,[42] XVII duque de Baena,[35] XVII duque de Sanlúcar la Mayor, V marqués de Brenes, XIV marqués de Castromonte, XI conde de Sevilla la Nueva, V vizconde de Mamblas.[41]

Casó el 21 de abril de 1967, en Ginebra, con María Teresa Marone-Cinzano y Borbón, hija del conde Enrico Eugenio Marone-Cinzano y de la infanta María Cristina de Borbón y Battenberg, hija del rey Alfonso XIII. Cedió el título a su hija que le sucedió en 2000:
- Isabel Alfonsa Ruiz de Arana y Marone, XVII marquesa de Villamanrique,[43] XIV condesa de Sevilla la Nueva y VI vizcondesa de Mamblas.[41]

Casó el 31 de marzo de 2000, en Madrid, con Ignacio Izuzquiza y Fernández.